# Джон Фітцтомас, 1-й барон Десмонд

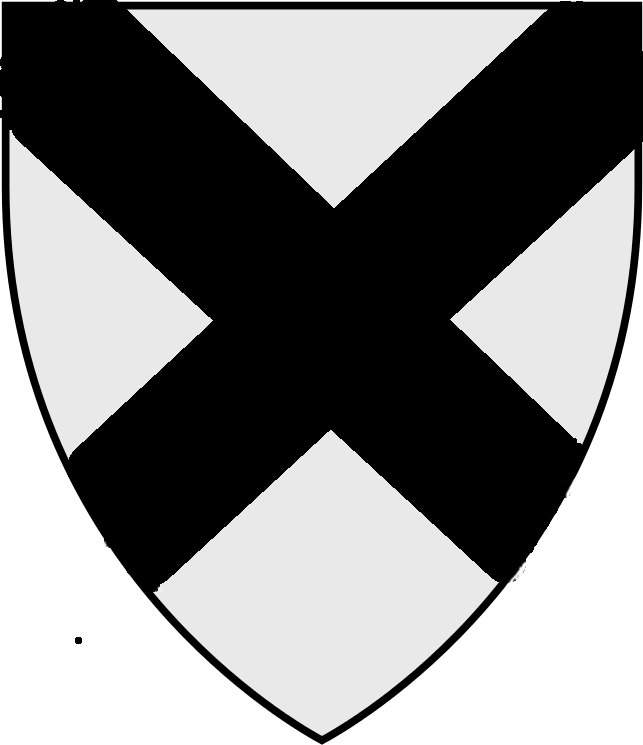
Герб баронів Десмонд.

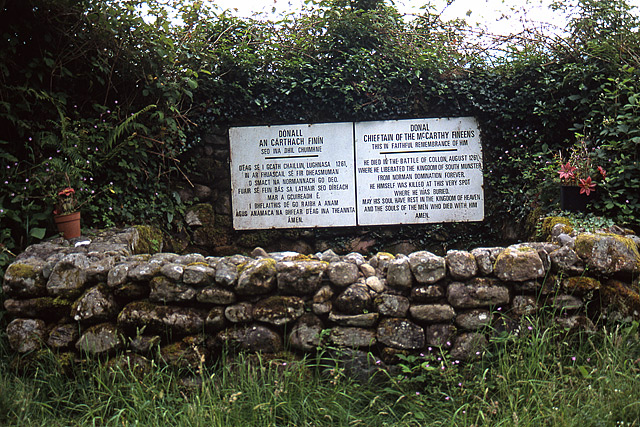
Меморіальна дошка на місці битви під Каллан.

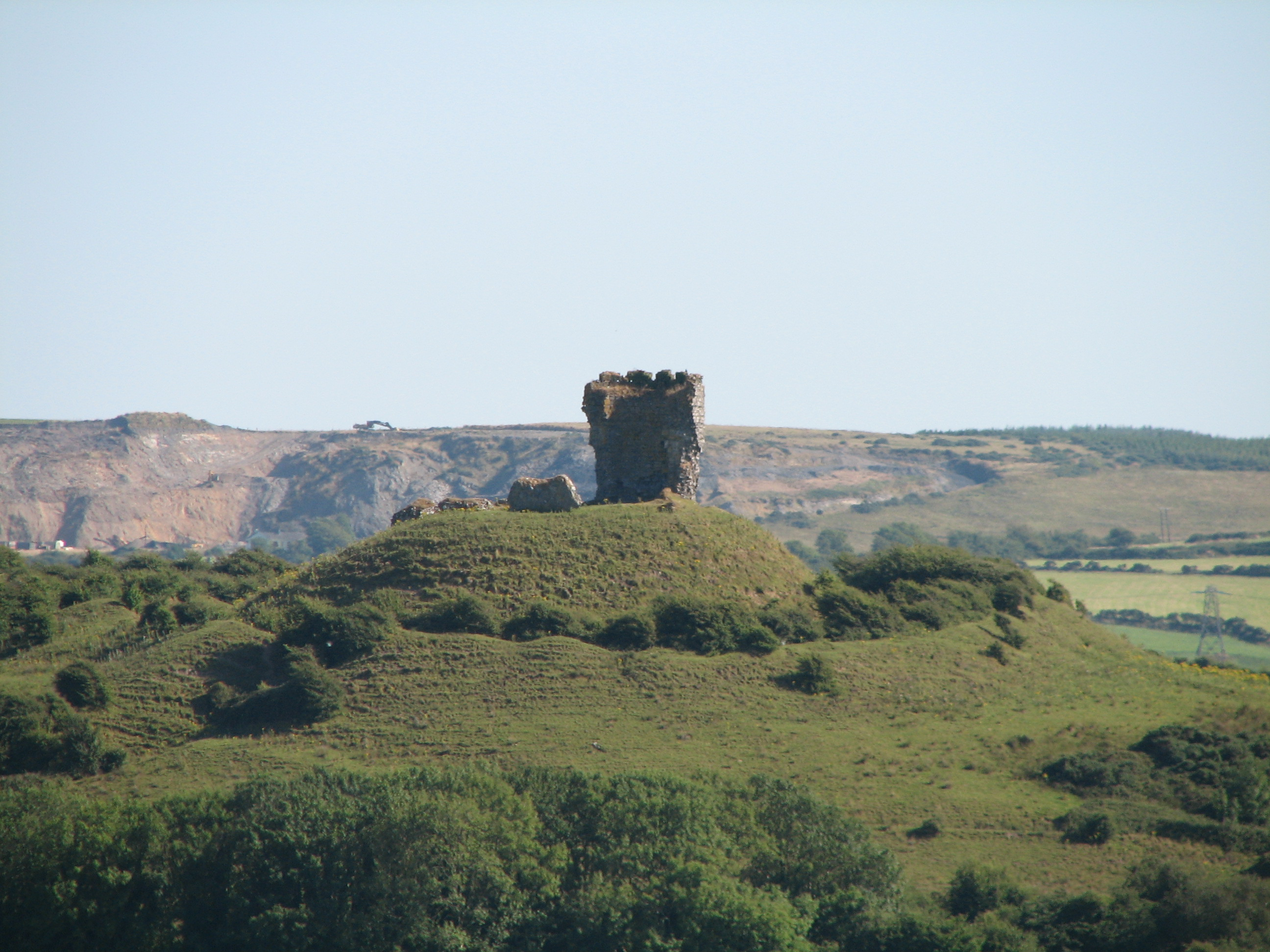
Руїни замку Шанід.

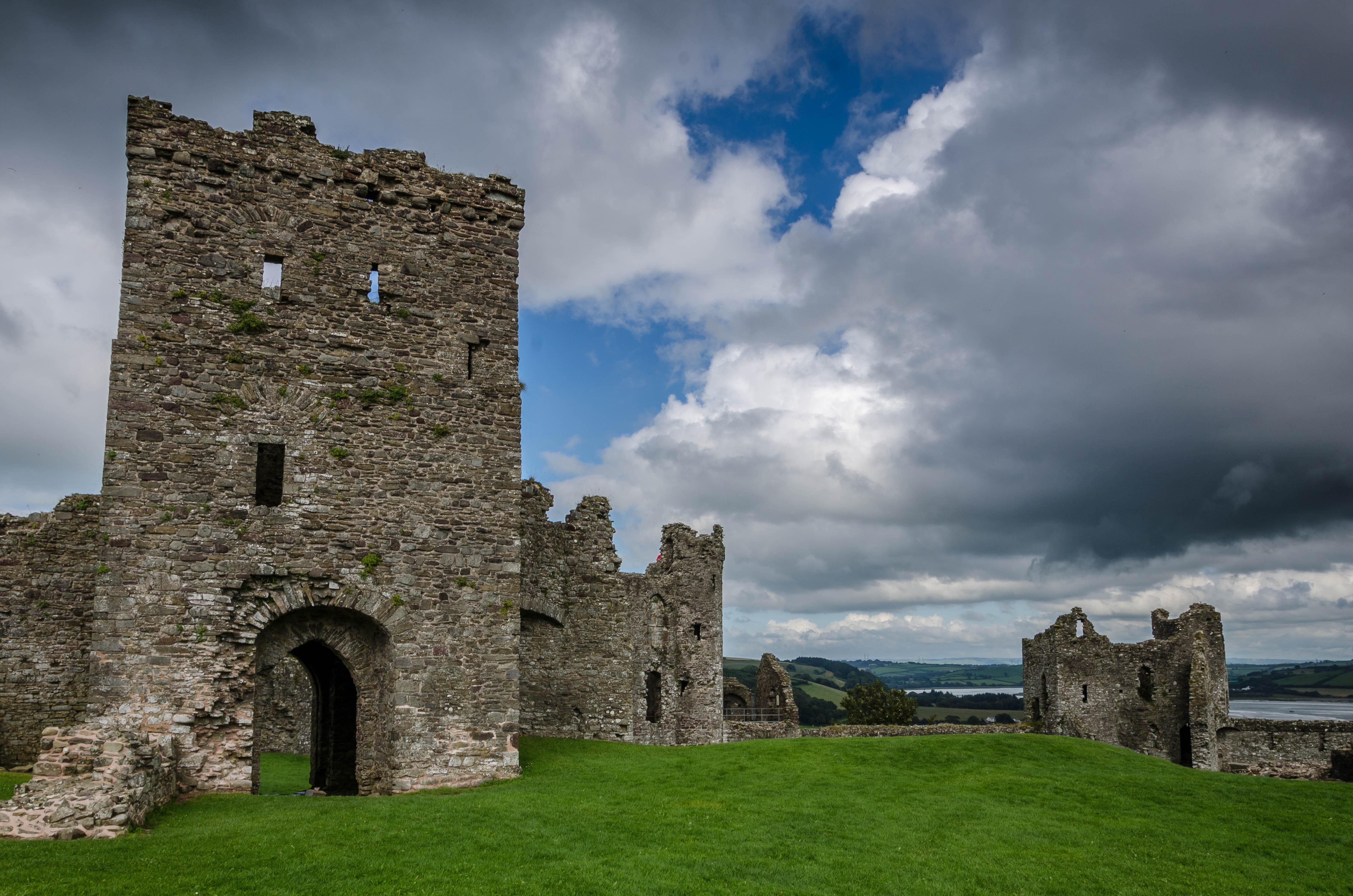
Руїни замку Лланстефан.

Джон Фіцтомас (англ. - John FitzThomas) (пом. 1261) – І барон Десмонд, ірландський аристократ англо-нормандсько-валійського походження. Належав до династії Фіцджеральдів, яких ще називали в Ірландії Геральдіни, до гілки Десмонд. 

## Життєпис
Джон Фіцтомас був сином Томаса Фіцморіса (приставка до імені Фіц- в англо-норманських феодалів означала «син») – лорда О’Конелло та його дружини Елліонор – дочки Джордана де Маріско, сестри Джеффрі де Маріско – генерального судді Ірландії з 1215 року. Джон був онуком Моріса Фіцджеральда – лорда Ланстефана. Томас Фіцморіс – лорд О’Конелло був засновником лінії Десмонд в династії Фіцджеральдів-Фіцморісів і предком графів Десмонд – одних з наймогутніших феодалів середньовічної Ірландії. Нині рід графів Десмонд вимер і титул зник. Крім того Томас Фіцморіс був предком інших аристократичних династій в Ірландії – Зелених Лицарів Керрі, Чорних Лицарів Глін, лордів Десі, Білих Лицарів.  У 1259 році Фіцтомас отримав від короля Англії Генріха ІІІ Вінчестера в нагороду за службу землі Десмонд та нинішнього Західного Вотерфорда, які до цього належали ірландським кланам ірландського королівства Десмонд і які не визнавали владу короля Англії. Це стало причиною війни. Свої війська зібрав ірландський ватажок і вождь клану Фінен МакКарті – син Донала Готта МакКарті – короля Десмонда. Клан МакКарті підтримав клан О’Салліван, який агло-норманські феодали витіснили з їхніх земель в нинішньому графстві Тіпперері. Клан О’Саліван визнав владу вождів клану МакКарті як королів Десмонда. До МакКарті приєднався клан О’Донах’ю.
У липні 1261 року військо трьох ірландських кланів зійшлося з військом англо-норманських феодалів в битві під Калланом і здобуло перемогу. Джон Фіцджеральд та його син Моріс Фіцджон загинули в битві. Титули та землі Джона Фіцджеральда успадкував його онук – син Моріса Томаса Фіцморіса – ІІ барон Десмонд. Барони Фіцморіс започаткували лінію графів Керрі, маркізів Петті-Фіцморіс Ленсдаун, що походять від племінника І барона Десмонд – Томаса Фіцморіса – І барона Керрі, сина його брата – Моріса Фіцтомаса. Таким чином, вони являють собою бічну гілку Фіцджеральдів Десмонда. Це робить їх ближчими до Фіцджеральдів, ніж Джеральдини з Оффалі, Кілдера, Лейнстера, що походять від Джеральда Фіцморіса – І лорда Оффалі, дядька І барона Десмонд. 

## Родина
Джон був батьком Моріса Фіцджона, що загинув разом з ним в битві під Калланом. Титул барона Десмонд успадкував син Моріса – Томас Фіцморіс – ІІ барон Десмонд.       